# John Taylor (Mormone)

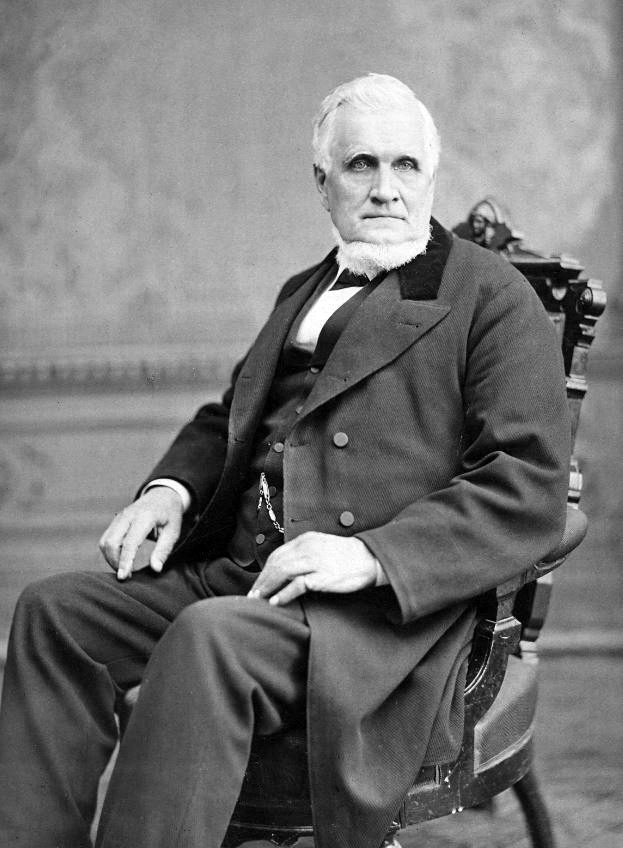
John Taylor

John Taylor (* 1. November 1808 in Milnthorpe, Westmorland, England; † 25. Juli 1887 in Kaysville, Utah-Territorium) war ein englischer Laienprediger und von 1880 bis 1887 der dritte Prophet der Kirche Jesu Christi der Heiligen der Letzten Tage („Mormonen“). Er war Augenzeuge der Ermordung von Joseph Smith. 1851 kam er auf einer Missionsreise nach Deutschland und fertigte zusammen mit deutschen Gläubigen die erste deutsche Übersetzung des Buches Mormon an.

## Leben
John Taylor wurde am 1. November 1808 als zweites von zehn Kindern von James und Agnes Taylor in Milnthorpe, England, geboren. Eine Lehre als Küfer, die er 1822 antrat, brach er ab, da sein Meister bankrottging. 1824 trat Tylor aus der anglikanischen Kirche aus und wurde Methodist. In seiner Freizeit befasste er sich viel mit dem Studium der Bibel und mit theologischen Werken. Er wurde Laienprediger. 1830 wanderten seine Eltern und seine Geschwister nach Toronto, Kanada, aus. John blieb zurück, um die Geschäfte der Familie abzuwickeln, und folgte 1832 nach. In Kanada betätigte er sich weiter als Prediger der Methodistengemeinde und studierte die Bibel. Im Frühjahr 1836 kam Apostel Parley P. Pratt von der Kirche Jesu Christi der Heiligen der Letzten Tage nach Toronto und erzählte John Taylor von der Wiederherstellung der ursprünglichen Kirche. John Taylor glaubte ihm und schloss sich durch die Taufe der neuen Glaubensgemeinschaft an.

## Führungspersönlichkeit der Kirche
Kurz nach seiner Taufe wurde Taylor berufen über die Kirche in Kanada zu präsidieren, welche Funktion er von 1836 bis 1837 ausübte. 1837 ging er nach Kirtland, um den Propheten Joseph Smith kennenzulernen. Am 19. Dezember 1838 wurde er in Far West, Missouri, von Brigham Young und Heber C. Kimball im Auftrag von Joseph Smith, der zu der Zeit im Gefängnis in Liberty saß, zum Apostel ordiniert. In dieser Funktion erfüllte er von 1840 bis 1841 eine Mission auf den britischen Inseln. Er war der erste Missionar in Irland und auf der Insel Man. 1842 wurde er zum Mitglied des Stadtrates von Nauvoo gewählt.
Am 27. Juni 1844 wurde John Taylor Zeuge des Todes von Joseph Smith und dessen Bruder Hyrum im Gefängnis von Cartage. Er wurde dabei schwer verletzt. Seine Taschenuhr rettete ihm als Kugelfang das Leben.
1846 half Taylor bei der Aufstellung des Mormonenbataillons in Council Bluffs, Iowa. Von 1846 bis 1847 erfüllte er eine weitere Mission in England und führte danach eine große Gruppe Bekehrter nach Utah. 1850–1851 diente er in Frankreich als Missionar. 1854 wurde er in die gesetzgebende Versammlung des Territoriums Utah gewählt. Von 1854 bis 1856 diente er in New York, um die Angelegenheiten der Kirche in den Oststaaten der USA zu beaufsichtigen.

## Präsident der Kirche

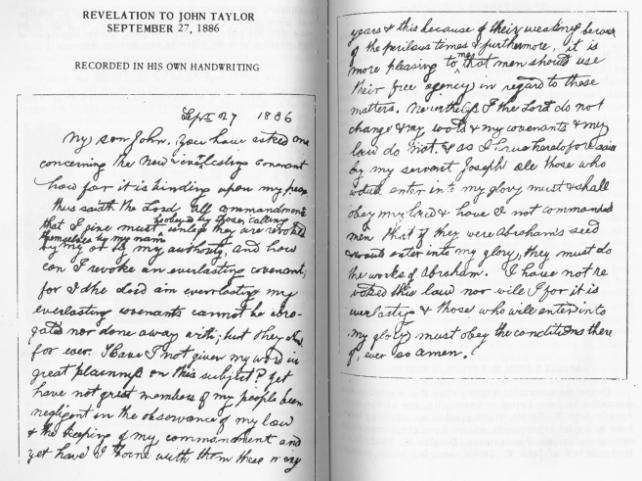
Foto der handschriftlichen Offenbarung von 1886.

Seit dem Tod von Brigham Young am 29. August 1877 führt John Taylor die Kirche als Präsident des Kollegiums der Zwölf Apostel. Erst im Oktober 1880 wird die Erste Präsidentschaft wieder eingerichtet und Taylor als Präsident der Kirche bestätigt mit George Q. Cannon und Joseph F. Smith als Ratgeber. 1878 gründete er die Primarvereinigung, die Kirchenorganisation für Kinder bis 12. Jahre. Am 17. Mai 1884 weihte Taylor den Logan-Utah-Tempel.
Seine Präsidentschaft fiel in die Epoche der großen Veränderungen und Verfolgungen für die Kirche. Mit dem Edmunds-Gesetz von 1882 wurde Polygamie zu einer Straftat. Zahlreiche Mitglieder der Kirche erhielten deshalb Geld- und Gefängnisstrafen. Mitglieder der Kirche durften generell keine öffentlichen Ämter mehr bekleiden. Nachdem 1885 gegen Taylor ein Strafbefehl erlassen wurde, musste er sich die letzten zweieinhalb Jahre seines Lebens zurückziehen und leitete die Kirche aus dem Untergrund, hauptsächlich durch Briefe. Taylor gilt als einer der vehementesten Verteidiger der Polygamie, eine angeblich von ihm stammende Prophezeiung, dass die wahre Kirche diese Lehre niemals aufgeben werde, fand sich eine Zeit lang in einigen nichtenglischen Ausgaben der mormonischen Heiligen Schrift „Lehre und Bündnisse“. In die englische Originalausgabe wurde sie jedoch von der Hauptkirche nie aufgenommen, sondern erst später von einigen polygamistischen Fundamentalisten in deren eigene Ausgaben.

## John Taylor als Autor und Herausgeber
Taylor hat in zahlreichen Ländern das Buch Mormon zugänglich gemacht und Kirchenzeitschriften begründet sowie Missionarsbroschüren veröffentlicht:
Ausgaben des Buches Mormon unter Leitung von John Taylor:
- 1840 England (Englisch)
- 1850 Frankreich (Französisch)
- 1851 Deutschland (Deutsch)

Zeitungen und Zeitschriften:
- ab 1842 Herausgeber von Times and Seasons (offizielle Zeitung der Kirche in Nauvoo)
- 1842–1843 Herausgeber von Wasp (Lokalzeitung in Nauvoo)
- 1843–1845 Herausgeber von Nauvoo Neighbor (Lokalzeitung in Nauvoo)
- 1850 Gründer und Herausgeber von Étoile du Déseret (Kirchenzeitschrift in Frankreich)
- 1850 Gründer und Herausgeber von Zions Panier (Kirchenzeitschrift in Deutschland)
- 1854 Herausgeber der Zeitung The Mormon (Kirchenzeitung in New York)

Bücher
- 1851 The Government of God
- 1882 The Mediation and Atonement